# Масагети
Масагети или Масагетејци (грч. Μασσαγέται, лат. Massagetae) су били ирански народ који је живео у античко доба на североистоку Персијског царства око реке Аракс.
У свом делу Историја народа византијски историчар Херодот помиње Масагете као народ који је ратовао против персијског краља Кира Великог. У тим ратовима је по Херодоту Кир Велики изгубио живот. Херодот, даље помиње да је земљом Масегата владала жена по имену Томирида.
 Масагети се облаче и живе као и Скити. Иду у рат на коњима и без коња (били су вешти и у једном и у другом), с луком и копљем, а имају обичај да носе са собом и двосеку секиру. Све им је од злата и бронзе. За копља, стреле и секире употребљавају бронзу, а све оно што носе око главе, затим појасеве и гривне украшавају златом. Исто тако стављају коњима око груди оклоп од бронзе, али узде, ђемови и оглавине су од злата. Гвожђе и сребро они не употребљавају, а и немају га код себе у земљи, док злата и бронзе имају много. Овакви су им обичаји. Сваки се, додуше, жени једном женом, али су оне ипак код њих заједничка својина. Што Хелени, наиме, тврде да чине Скити, то у ствари не чине они него Масагети. Ако се неком Масагету прохте да буде са неком женом, он обеси свој тоболац о њена кола и ашикује са њом без устручавања. Нема код њих одређене границе живота, али кад неко јако остари, сакупе се сви његови рођаци и закољу га, а с њим и друге домаће животиње, па месо скувају и часте се. И то они сматрају за највећу срећу. Ако је неко умро од болести, њега не једу, него га сахрањују и жале само зато што није могао да буде заклан. Не сеју ништа, него се хране месом и рибама, које им Аракс даје у изобиљу, а пију и млеко. Сунце им је једино божанство и њему приносе коње на жртву. Ово је тумачење значења те жртве: најбржем богу приносе на жртву најбржу од свих животиња.  ХЕРОДОТОВА ИСТОРИЈА, 2. део, Масагети и њихова земља